# Укртрансгаз
Акционерное общество «Укртрансгаз» (англ. Joint-stock Company «Ukrtransgas») - независимый оператор газохранилищ Украины, который обеспечивает деятельность украинских подземных хранилищ газа, а также осуществляет работы по модернизации и строительству магистральных газопроводов и объектов на них. АО «Укртрансгаз» входит в состав Группы Нафтогаз.

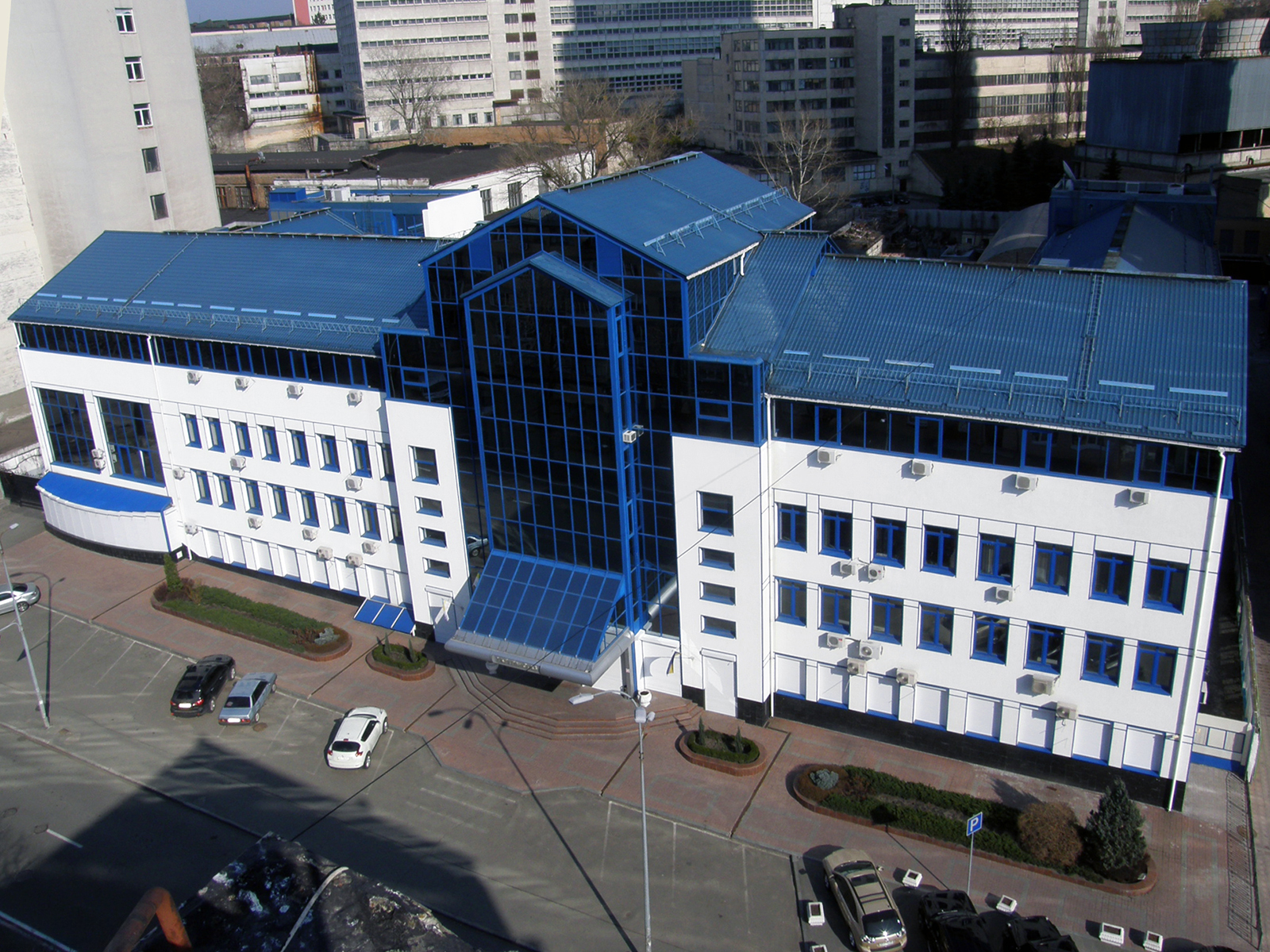
главный офис на Кловском спуске в Киеве

## История
Дочерняя компания «Укртрансгаз» НАК «Нафтогаз Украины» создана во исполнение постановления Кабинета Министров Украины от 24 июля 1998 г. № 1173 «О разграничении функций по добыче, транспортировке, хранению и реализации природного газа».
До 1 января 2020 года Укртрансгаз осуществлял деятельность по трем основным направлениям:
- Транспортировка природного газа по магистральным газопроводам по территории Украины и его транзит из России в страны Европы.
- Хранение природного газа.
- Обслуживание и модернизация объектов газотранспортной отрасли.

Однако после завершения анбандлинга – одной из самых масштабных реформ в газовой отрасли Украины по разделению деятельности по транспортировке газа – эта функция перешла к Оператору ГТС Украины. Тогда же Укртрансгаз приступил к работе уже в статусе независимого Оператора газохранилищ Украины.

## Сеть подземных газохранилищ Украины
В управлении Оператора газохранилищ Украины находится 12 подземных хранилищ газа* общей мощностью 30,95 млрд куб. м. Это самая большая сеть подземных хранилищ газа в Европе и третья по величине в мире.
Большинство украинских ПХГ созданы на месте истощенных газовых месторождений. Два из них – Краснопартизанское и Олишевское – открыты на базе водоносных структур.
Олишевское ПХГ также является первым подземным хранилищем, открытым на территории Украины. Он был основан в 1964 году.
Бильче-Волыцко-Угерское ПХГ – крупнейшее газовое хранилище Украины и Европы. Оно может вместить до 17 млрд куб. м природного газа
80% мощностей газохранилищ Оператора сосредоточены рядом с западной границей Украины.
Вергунское газохранилище, расположенное в Луганской области в настоящее время не используется компанией, так как находится на неподконтрольной территории.

## Ключевые показатели работы Оператора газохранилищ Украины
30,95 млрд. куб. м – общий объем ПХГ на материковой части Украины
21% - объем ПХГ Украины в общем объеме газохранилищ Европы
28,3 млрд куб. м – уровень наполнения ПХГ на конец сезона закачки-2020 – самый высокий за 10 лет
10 млрд куб. м – запасы газа, созданные иностранными компаниями в 2020 году (в четыре раза выше, чем годом ранее)
18,8 млрд куб. м – средний уровень наполнения ПХГ Украины на начало сезона отбора в 2012-2021 годах

## Заказчики услуг Оператора газохранилищ Украины
Непосредственная близость ПХГ к Европе, удобство логистических операций, реформирование газового рынка и активное развитие бизнес-процессов Оператора газохранилищ Украины сделали подземное хранение газа в Украине выгодным как иностранным трейдерам, так и украинским компаниям, работающим с трансграничной транспортировкой и хранением газа.
Первым иностранным заказчиком услуг украинских ПХГ в 2016 году стала компания из Франции. Однако стремительный рост числа клиентов Оператора газохранилищ начался после завершения анбандлинга.
По состоянию на ноябрь 2021 портфолио заказчиков услуг подземного хранения газа на Украине приближается к тысяче, число клиентов-нерезидентов превышает сотню, а их география охватывает 27 стран и три континента: Европу, Азию и Северную Америку.

## Услуги Оператора газохранилищ Украины
Базовые услуги:
- Хранение (закачка, отбор)

Базовая услуга хранения (закачки, отбора) газа предоставляется клиентам Оператора газохранилищ в формате трех пакетов. 
1. Годовая мощность – пакетная услуга, предоставляемая сроком на 1 год хранения, обеспечивает заказчику доступ к мощностям закачки (в течение базового сезона закачки) и отбора (в течение базового сезона отбора) на гарантированной основе, выгодные тарифы и использование рабочего объема газохранилищ в течение всего срока заказа.
2. Индивидуальные услуги на месяц предоставляют доступ клиентам Оператора газохранилищ к индивидуальному рабочему объему на гарантированной основе и к мощностям закачки и отбора на прерывистой основе в течение одного газового месяца (независимо от базового сезона).
3. Индивидуальные услуги на сутки наперед доступны заказчикам, которым ранее распределили услуги годовой мощности или индивидуальный рабочий объем в месяц. В таком формате сотрудничества клиенты Оператора получают индивидуальную мощность закачки и отбора на прерывистой основе.

- Администрирование передачи природного газа

Бесплатная услуга Оператора газохранилищ, предусматривающая доступ компаний-заказчиков к виртуальной точке передачи газа в ПХГ, включает подтверждение торговых уведомлений и учет передачи хранящегося в газохранилищах природного газа.
Услуга распространяется, в том числе, на газ, хранящийся в режиме Таможенного склада, и позволяет проводить торговые уведомления как для компаний-резидентов, так и для компаний-нерезидентов.
- Таможенный склад

Украинские и иностранные владельцы газа имеют возможность хранить его в украинских ПХГ без уплаты налогов и таможенных платежей в течение 1095 дней с последующей реализацией на территории Украины или реэкспортом в страны ЕС.
В начале отопительного сезона 2020/2021 компании хранили на Таможенном складе 11,2 млрд куб. м газа. Это достигает 40% от общих запасов газа, хранившихся в украинских ПХГ.
- Таможенный склад и short-haul

Short-haul – услуга, введенная Оператором ГТС, который с 1 января 2020 г. открыл клиентам Оператора газохранилищ доступ к ПХГ по сниженным тарифам на транспортировку между определенными точками входа или выхода на межгосударственных соединениях.
Услуга доступна в комплексе с хранением газа в режиме Таможенный склад и определяется как мощности с ограничениями.
Тарифы short-haul в среднем в 4 раза дешевле стандартных в случае бронирования мощностей в сутки вперед.

Дополнительные услуги:
- Мониторинг газа в залоге

Услуга, предоставляющая возможность владельцам хранящегося в ПХГ газа использовать его как банковский залог при получении кредитов, а представителям банка-кредитора – отслеживать все операции, проводимые с газом в залоге. Функционал доступен для банковских учреждений онлайн и на I-платформе Оператора в режиме 24/7.
- Биржевые торги газом в ПХГ

Услуга предоставляющая клиентам Оператора доступ к биржевым стандартизированным продуктам для торговли природным газом, хранящегося в подземных газохранилищах Украины. Газовые торги на электронной платформе Украинской энергетической биржи доступны компаниям-резидентам и нерезидентам.

## Модернизация сети подземных газохранилищ Украины
В апреле 2021 года Национальная комиссия, осуществляющая государственное регулирование в сферах энергетики и коммунальных услуг (НКРЭКУ) утвердила план развития газохранилищ Украины на 2021 – 2030 гг. Согласно принятому решению, в 2021-2030 гг. в модернизацию и развитие подземных инвестировать 13,69 млрд. грн.
В 2021 году уже началась реконструкция компрессорного цеха №4 дожимной компрессорной станции «Бильче-Волыца» Бильче-Волыцко-Угерского ПХГ. Проект стоимостью 890 млн грн является одним из крупнейших в инвестиционном портфеле Оператора газохранилищ Украины. Работы будут продолжаться до конца 2024 года и предусматривают замену двигателей, воздухоочистительного устройства, силового электрооборудования, систем аварийного контроля, пожаротушения, газового обнаружения, сигнализации и резервной газотурбинной электростанции.
В этом году Оператора завершил реконструкцию газосборного пункта Богородчанского ПХГ (И очередь строительства), которая началась в 2017 году. Реализация проекта стоимостью 283 млн грн (без НДС) позволит газохранилищу обеспечить работу на максимальных проектных показателях и одновременно уменьшить негативное влияние на окружающую среду, позволит автоматизировать регулирование закачки и отбора газа, улучшит его качественные показатели.
Кроме того, Оператор газохранилищ приступил к реализации масштабного проекта по строительству пунктов измерения газа на девяти ПХГ. Общий бюджет работ, которые продлятся до 2025 года, составляет 1,4 млрд грн (без НДС). По состоянию на сентябрь 2021 проектные работы начались на трех газохранилищах: Дашавском, Бильче-Волыцко-Угерском и Пролетарском.

В то же время, на втором по размеру подземном газохранилище Украины – Богородчанском – начинают подготовку к обновлению компрессорной станции. Проект стоимостью более 994 млн. грн. является частью десятилетнего Плана развития газохранилищ и предусматривает возведение нового компрессорного цеха. Такое строительство является первым для АО «Укртрансгаз» за 13 лет: последний раз новый компрессорный цех сдавали в эксплуатацию в 2008 году – на Мринском ВУПСО.
1. ↑  Керівництво (укр.). АТ «Укртрансгаз». Дата обращения: 8 октября 2020. Архивировано 22 сентября 2020 года.